# Atolmis rubicollis
Atolmis rubicollis är en fjärilsart som beskrevs av Carl von Linné 1761. Atolmis rubicollis ingår i släktet Atolmis och familjen björnspinnare. Inga underarter finns listade i Catalogue of Life.